# Mac de grădină
 Macul de grădină (Papaver somniferum) se întâlnește în România ca specie cultivată sau subspontană. Este identic cu macul opiaceu. Semințele sunt utilizate în industria alimentară.

## Descrierea speciei

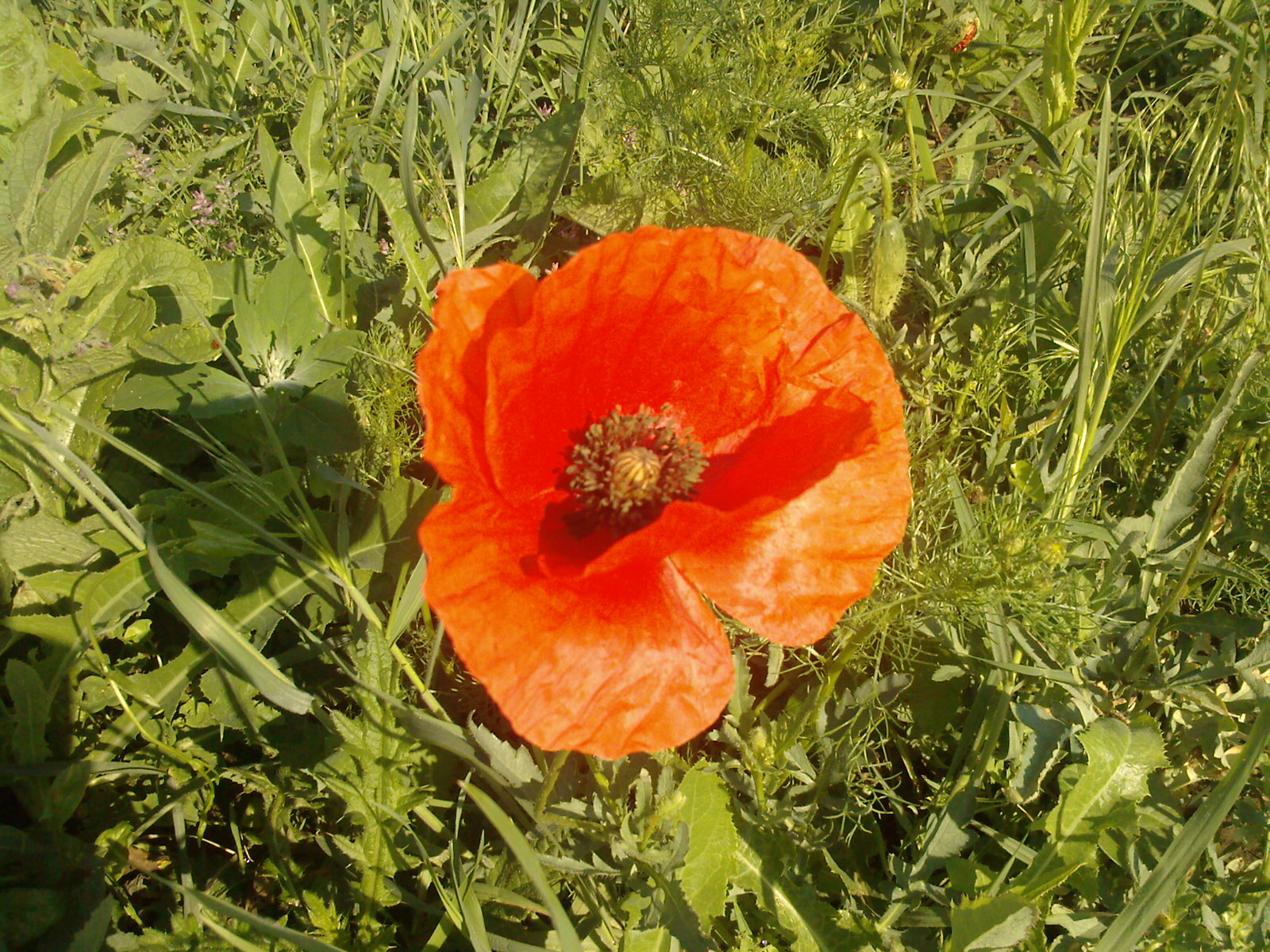
Mac din flora spontană (Papaver rhoeas)

Rădăcina pivotantă lungă de 25–30 cm (80 cm), groasă de circa 1–2 cm cu ramificații secundare pe o rază de circa 30–50 cm, tulpina erectă netedă cilindrică , cerificată, înaltă de circa 150 cm, simplă sau puțin ramificată. Frunzele sunt întregi alterne alungit-ovoide, acoperite cu ceară, cu margini neregulate, glabre (lipsite de peri), fața superioară cu nervură proeminentă. Florile sunt mari, solitare 1-10 pe plantă, actinomorfe, violete, albe, roz sau roșii. Fructul este o capsulă ovoidă sau ușor turtită, cu stigmat persistent (aspect de rozetă), caliciul este caduc (cade după înflorire). Toate organele plantei conțin vase laticifere cu latex care are în compoziție peste 40 de alcaloizi. Cele mai cunoscute varități de Papaver somniferum sunt:
- var. album cu flori albe, capsule ovoide și semințe alb gălbui
- var. nigrum cu flori violacee, capsule globuloase și semințe albastre cenușii
- var. glabrum cu flori roșii purpurii, semințe aproape negre
- var. setigerum cu florim violete, semințe păroase
- ssp.somniferum specie numai de cultură, flori gri albastre,

Formula florală: K2C2+2A∞G(∞)

## Opium
Macul de grădină este principala sursă naturală pentru receptorul μ-opioid, și a tuturor opioidelor. Opiul natural este un latex pe care planta îl secretă când sunt incizate capsulele verzi. Din opiu sunt extrași numeroși alcaloizi precum morfină, tebaină, codeină și oripavină. Morfina este alcaloidul predominant în varietățile de mac cultivate în majoritatea țărilor producătoare.